# Lobatse
Lobatse je grad u Bocvani. Nalazi se na jugu države, u distriktu South-East. Leži na 1200 metara nadmorske visine, 70 km južno od glavnog grada Gaboronea i svega 7 km od granice s Južnoafričkom Republikom. Središte je sudstva Bocvane. Kroz njega prolazi cesta koja povezuje Gaborone i Mafikeng u JAR-u.
U Lobatseu se nalazi najveća klaonica u južnoj Africi. Meso se izvozi u susjedne zemlje, kao i u Europsku uniju, s kojom Bocvana ima komercijalni ugovor.
Godine 2001. Lobatse je imao 29.689 stanovnika.